# European Council on Foreign Relations
Lo European Council on Foreign Relations (ECFR) è il primo think tank pan-europeo., inaugurato nell'ottobre del 2007 per fare ricerca e promuovere un dibattito informato per favorire lo sviluppo di una politica estera efficace e coerente fondata su valori europei.
Fra i membri fondatori di ECFR vi sono ex-ministri degli esteri, imprenditori, noti intellettuali ed attivisti. Il think tank ha uffici in sette capitali europee – Berlino, Londra, Madrid, Parigi, Roma, Varsavia e Sofia – ed è guidato dal direttore britannico Mark Leonard. Il Consiglio di ECFR riunisce circa 330 autorevoli ed influenti europei provenienti dai 27 paesi dell'Ue ma non solo.

## Il Consiglio
Attualmente, il Consiglio di ECFR è composto da circa 330 membri, ognuno dei quali è socio per tre anni al termine dei quali è possibile rinnovare la propria adesione. Fra i membri vi sono ex capi di stato,  ex primi ministri, capi di governo in carica ed ex ministri degli esteri,  ex commissari europei,  ex segretari generali della NATO, il direttore generale dell'Organizzazione mondiale del commercio, otto importanti funzionari delle Nazioni Unite,  leader ed esponenti della società civile,  professori, nove governatori di banche nazionali e giornalisti. Il Council si riunisce una volta l'anno. Alcuni membri del Consiglio formano varie task force geografiche e tematiche, che forniscono consigli e feedback allo staff di ECFR e assistono le attività di ECFR a livello nazionale.

## Programmi di ricerca
L'attività di ricerca del think tank è divisa secondo cinque programmi: Africa, Asia, European Power, Middle East and North Africa, Wider Europe

## Funding
ECFR è un'organizzazione privata non a scopo di lucro finanziata attraverso donazioni. Fondato con il supporto di Open Society Foundations, Communitas Foundation e Fundación Para las Relaciones Internacionales y el Diálogo Exterior (FRIDE), tra i suoi partner e finanziatori ci sono fondazioni, grandi imprese, governi ed individui privati.

## Council Members
I Consiglieri italiani ECFR sono:
- Giorgia Abeltino, Direttrice Government Affairs & Public Policy Sud Europa, Google
- Giuliano Amato – Giudice della Corte Costituzionale
- Vincenzo Amendola, Sottosegretario di Stato agli Affari europei, Presidenza del Consiglio dei Ministri
- Emma Bonino –  Senatrice; Già Ministro degli Affari Esteri; Già Commissario europeo; Presidente Emerito, ECFR
- Mara Carfagna, Ministra per il Sud e la Coesione territoriale
- Claudio Corbino, Presidente, Associazione Diplomatici
- Marta Dassù – già Vice Ministro degli Affari Esteri
- Massimo Deandreis, General Manager, S.R.M. Economic Research Center related to Intesa Sanpaolo Group
- Emanuela Claudia Del Re, Rappresentante Speciale dell’UE per il Sahel; Membro della Camera dei Deputati
- Piero Fassino, Presidente, CeSPI; Presidente della Commissione Affari Esteri, Camera dei Deputati
- Franco Frattini, Presidente di Sezione del Consiglio di Stato, già Ministro degli Esteri e Vicepresidente della Commissione europea
- Sandro Gozi, Deputato (eletto) del Parlamento europeo; già Sottosegretario di Stato alla Presidenza del Consiglio
- Mauro Petriccione, Direttore Generale DG Azione per il clima, Commissione Europea
- Lapo Pistelli, già Vice Ministro degli Affari Esteri; Direttore Public Affairs, ENI
- Romano Prodi, Presidente, Fondazione per la Collaborazione tra i Popoli; già Presidente della Commissione Europea; già Presidente del Consiglio
- Lia Quartapelle, Membro della Commissione Affari Esteri, Camera dei Deputati
- Elisabetta Romano, Amministratrice Delegata, Telecom Italia Sparkle S.p.A.
- Nicolò Russo Perez, Governance/International Relations | Responsabile Aprire Scenari Internazionali – Fondazione Compagnia di San Paolo
- Pasquale Salzano – già Vice President for International Governmental Affairs, Eni
- Stefano Sannino – Segretario Generale, Servizio Europeo di Azione Esterna
- Giuseppe Scognamiglio – Direttore, eastwest; Presidente, EWEI
- Alessandro Speciale, Responsabile, Ufficio Bloomberg Italia
- Nathalie Tocci, Direttore, IAI